# E92
La ruta europea E92 és una carretera que forma part de la Xarxa de carreteres europees. Comença a Igumenitsa (Grècia) i finalitza a Volos (Grècia). Té una longitud de 350 km. Té una orientació d'est a oest i travessa per les ciutats de Igumenitsa, Ioànnina, Trícala i Volos.